# Olhivka, Novhorodka
Olhivka (în ucraineană Ольгівка) este un sat în comuna Tarasivka din raionul Novhorodka, regiunea Kirovohrad, Ucraina.

## Demografie
Componența lingvistică a localității Olhivka
     Ucraineană (100%)
Conform recensământului din 2001, toată populația localității Olhivka era vorbitoare de ucraineană (100%).